# ヨセファ・イデム
ヨセファ・イデム（Josefa Idem Guerrini、1964年9月23日 - ）は、旧西ドイツ出身でイタリアの女子カヌー選手。身長177cm、体重70kg。

## 経歴
旧西ドイツのゴッホ(en:en:Goch)の生まれ。11歳の時にカヌーを始める。初めてのオリンピックは1984年のロサンゼルス大会で、カヤックペア500mで銅メダルを獲得した。
1990年にイタリア人のジュリエモ・グゥェルリーニ（Gugliemo Guerrini）と結婚、1992年に国籍をイタリアに変更した。彼女はラヴェンナの郊外で家族と共に暮らしている。
2000年シドニーオリンピックでは、カヤックシングル500mで金メダルを獲得。イデムは2012年ロンドンオリンピックで、女子選手として史上最多となる8度目のオリンピック出場を果たした。
8度目のオリンピック出場についてイデムは、「私はカナダのイアン・ミラー選手やラトビアのアファナシジス・クズミンス選手のように出場回数を増やすためにオリンピックに出るのではなく、世界に通用する実力があるからオリンピックに出るのです。世界に通用する実力がなければ、オリンピックには出ません」と話している。
ロンドンオリンピックのカヤックシングル500mで5位入賞。